# Хеммельцен
Хеммельцен (нем. Hemmelzen) — община в Германии, в земле Рейнланд-Пфальц. 
Входит в состав района Альтенкирхен-Вестервальд. Подчиняется управлению Альтенкирхен.  Население составляет 211 человек (на 31 декабря 2010 года). Занимает площадь 2,83 км².